# Слободян Едуард Геннадійович
Едуа́рд Генна́дійович Слободя́н (29 травня 1986 — 5 вересня 2014) — молодший сержант 80-ї окремої десантно-штурмової бригади Збройних сил України; учасник російсько-української війни.

## Короткий життєпис
Народився 1986 року в селі Гринчук (Кам'янець-Подільський район, Хмельницька область). З дитинства займався спортом, грав у футбол, баскетбол, швидко бігав. Після закінчення 9 класів школи у Гринчуку вступив до медучилища. Але звідти пішов до армії; згодом уклав контракт зі Збройними силами України.
Мобілізований 1 серпня 2014 року. Після навчання на Яворівському полігоні, наприкінці серпня був на Луганщині. Молодший сержант, навідник, 80-та окрема високомобільна десантна бригада.
5 вересня 2014 року колона військових у складі 5 БТР і 2 танків, що рухалась із селища Металіст (Слов'яносербський район) до міста Щастя (Луганська область), близько 16:30 потрапила в засідку між селами Стукалова Балка та Цвітні Піски. Десантники після короткочасного бою пройшли засідку на техніці в напрямку Щастя, але БТР № 129 підірвався на фугасі, з'їхав у кювет та проїхав через лісосмугу, за якою зупинився. У машині перебувала більшість військовослужбовців 3-го взводу 5-ї роти батальйону, які зникли безвісти.
Похований із військовими почестями як тимчасово невстановлений захисник України у м. Старобільськ. Після встановлення особи за тестом ДНК у березні 2018 р. перепохований. Разом з Едуардом загинули старший лейтенант Пилипчук Юрій Юрійович, прапорщик Гаврилюк Анатолій Петрович, сержант Лемещук Іван Михайлович, сержант Ващук Олексій Олександрович, молодший сержант Сова Іван Васильович, молодший сержант Бродяк Степан Миколайович, старший солдат Соломчук Володимир Володимирович, солдат Степула Руслан Іванович, солдат Федус Микола Миколайович, солдат Турчин Михайло Степанович, солдат Воробель Іван Володимирович та солдат Боднар Сергій Володимирович. Для Едуарда це був перший бій та останній.
Ідентифікований у березні 2018-го за кількома експертизами ДНК серед загиблих, похованих під Старобільськом. Перепохований 14 квітня 2018 року на кладовищі Кам'янця-Подільського, Алея слави. У Кам'янці оголосили день жалоби
Без Едуарда лишились мама Людмила Миколаївна Бурлакова, син 2008 р.н. та дядько Олекасандр Валерійович Слободян.

## Нагороди та вшанування
- У 2019 році був нагороджений орденом «За мужність» III ступеня (посмертно)[2]
- Його портрет розміщений на меморіалі «Стіна пам'яті полеглих за Україну» у Києві: секція 4, ряд 2, місце 17
- Вшановується в меморіальному комплексі «Зала пам'яті», в щоденному ранковому церемоніалі 5 вересня[3]